# NGC 6941
NGC 6941 é uma galáxia espiral (Sb) localizada na direcção da constelação de Aquila. Possui uma declinação de -04° 37' 08" e uma ascensão recta de 20 horas, 36 minutos e 23,5 segundos.
A galáxia NGC 6941 foi descoberta em 1 de Setembro de 1872 por Édouard Jean-Marie Stephan.